# Pala Rovelli
La Pala Rovelli è un dipinto a olio su tela (242 × 192 cm) del Moretto, datato 1539 e conservato nella Pinacoteca Tosio Martinengo di Brescia.
Il dipinto è annoverato, praticamente all'unanimità dalla critica secolare, tra i più alti capolavori del Moretto, in questo caso per le scelte cromatiche e soprattutto compositive, alcune delle quali rilevabili in questa sola opera fra tutta la produzione artistica del pittore. Commissionato come pala votiva da un non meglio identificato Galeazzo Rovelli maestro di scuola, il dipinto assume una notevole importanza anche nell'evoluzione dell'arte del Moretto che qui, forse per la prima volta, dimostra di preferire un'impostazione assai più libera e lontana dai modelli tizianeschi, sebbene l'influenza di Tiziano sia ancora del tutto rilevabile in particolari minori.

## Storia
La tela viene commissionata nel 1539 per la chiesa di Santa Maria dei Miracoli di Brescia dal maestro di scuola Galeazzo Rovelli, con la funzione di pala votiva. Rimossa nell'Ottocento per l'esposizione di una copia, non sarà mai più ricollocata, ma semplicemente rimpiazzata con un'ulteriore copia eseguita dal pittore Giuseppe Ariassi.
Il dipinto perviene infine alla Pinacoteca Tosio Martinengo nel 1899.

## Descrizione
Il dipinto raffigura la Madonna con il Bambino Gesù in grembo seduta su un alto piedistallo dal quale ricade un drappo, elemento compositivo molto diffuso nelle pale del Moretto e qui, e solo qui in tutta la sua produzione artistica, visto di scorcio anziché frontalmente come in tutti gli altri casi. Ai suoi piedi, quattro fanciulli, gli allievi di Galeazzo Rovelli, si stanno avvicinando accompagnati da san Nicola di Bari: i due in primo piano recano l'uno una mitria e l'altro un libro e tre sfere dorate, tutti attributi legati all'iconografia di san Nicola. In secondo piano, dietro il santo, si scorgono altri due bambini.

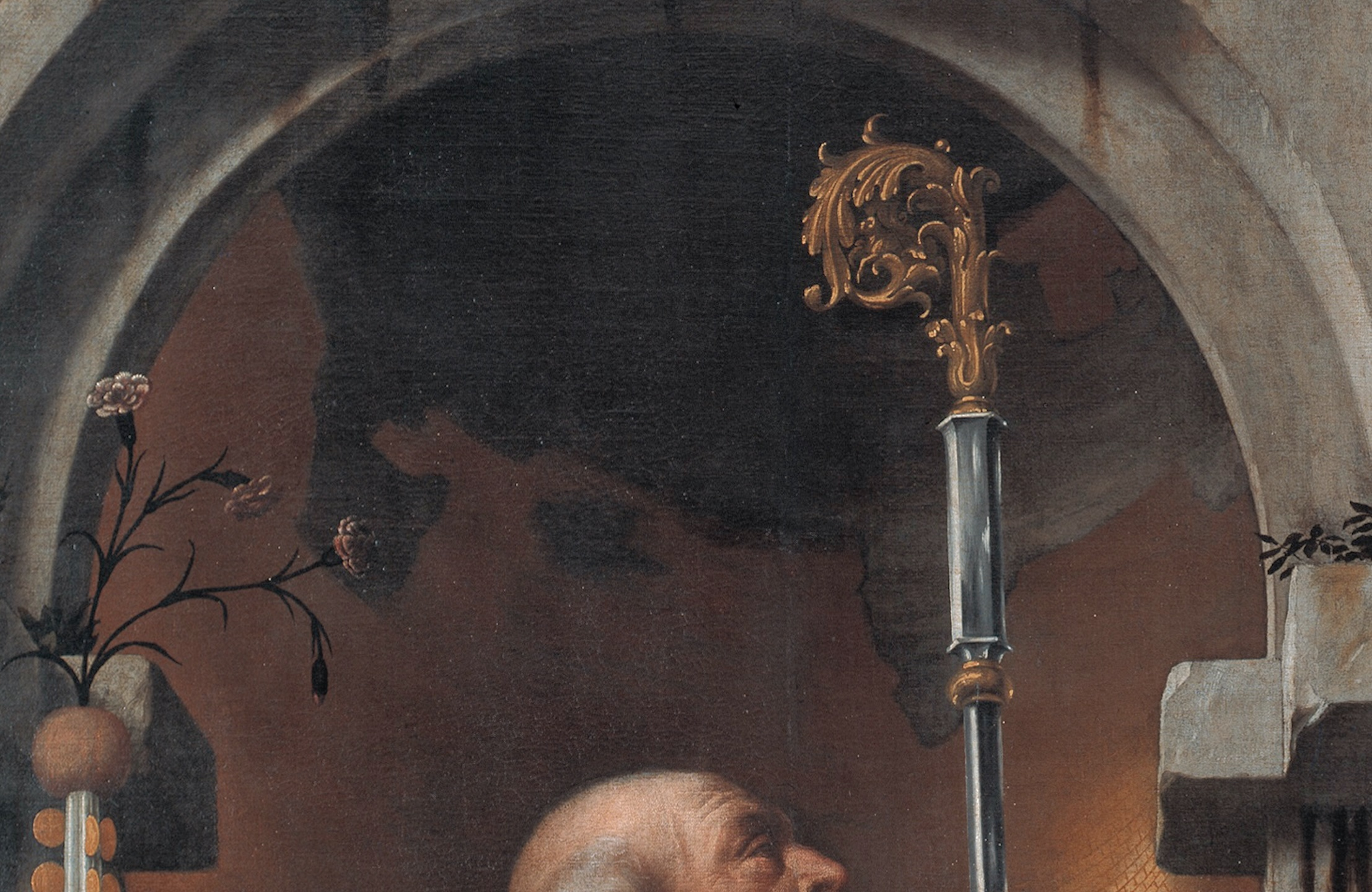
Moretto da Brescia, Pala Rovelli (dettaglio).

La scena si svolge in un contesto completamente architettonico: oltre al piedistallo dove è seduta la Madonna, incorniciato da lesene, fa da sfondo un'abside con la calotta decorata a mosaico dorato. Il tutto appare però in aspetto un poco degradato, con macchie che rigano l'architettura, crepe e ciuffi d'erba e fiori in cima ai capitelli. Anche il mosaico dell'abside è in gran parte caduto. Il mosaico in rovina contiene infatti un dettaglio curioso: una mappa del litorale dell'Oceano Indiano ricavata dall'intonaco grigio esposto sotto le tessere dai colori vivaci.
Sul gradino alla base del piedistallo della Madonna è dipinto un cartoccio recante l'iscrizione dedicatoria "VIRGINI DEIPARAE / ET DIVO NICOLAO / GALEATIVS ROVELLVS / AC DISCIPVLI D.D. / MDXXXIX", compresa dunque di datazione.

## Stile
La più antica menzione dell'opera nella letteratura artistica è quella di Bernardino Faino, nel 1630, che la definisce "pittura invero insigne sì per bon disegno comanche il bel colorito". Segue Carlo Ridolfi, che nel 1648 ne ricorda l'origine come pala votiva per opera di "Galeazzo Rovellis Maestro di Scola": è questa, comunque, l'unica notizia storica nota circa tale personaggio, del tutto ignoto alla storiografia. Il commento di Giulio Antonio Averoldi, nel 1700, si distingue da altri di studiosi locali per una maggiore comprensione della funzione che l'architettura assume, all'interno dell'opera, come base ben adatta a modellare le luci sui personaggi.
È però Federico Odorici, nel 1853, il primo critico che analizza il dipinto in modo approfondito nei suoi valori formali, trovandolo "commovente e soave, improntato di larghezza e succosità d'impasto con franca, disinvolta e magistrale intelligenza del vero". Joseph Archer Crowe e Giovanni Battista Cavalcaselle, nel 1871, dopo aver evidenziato il "tocco facile" affermano nuovamente che "vi sono poche composizioni delle quali si possa tanto lodare come in questa la giudiziosa composizione, l'appropriata prospettiva, il verismo dell'azione".
Il consenso sull'altissima qualità dell'opera è unanime: Stefano Fenaroli, nel 1875, parla di un'esecuzione di "grande squisitezza ed intelligenza", Gustavo Frizzoni, nel medesimo anno, di un "quadro attraente nel quale Moretto rappresentò in modo nuovo e geniale la Madonna col Bambino, pieno di realismo nell'evidenza con cui sono ritratti i fanciulli e il santo", sotto il quale lo studioso crede sia effigiato il committente Galeazzo Rovelli. Max Jordan, nel 1876, sottolinea il "quieto realismo" e la "ingenua naturalezza" che conferiscono alla composizione "l'attrattiva di una scena di famiglia", mentre Adolfo Venturi, nel 1929, colloca il dipinto all'apice dell'arte del Moretto e osserva una notevole affinità cromatica alla pittura veneta e, in particolare, a Tiziano. Scrive lo studioso: "i discepoli di Galeazzo Rovellio portano alla Vergine la mitria, le palle d'oro, i segni del santo patrono. L'abside d'oro con la sua curva profonda sembra protendersi a recingere, abbracciare, isolare la figura del santo nella sua calda penombra. La Madonna in trono col Bambino che l'accarezza è divenuta sorella delle Madonne tizianesche; la liscia materia s'è intenerita; il calore del Vecellio, penetrato nelle carni vive, addolcisce le teste dei due graziosi fanciulli sotto il manto di Nicola, e ne schiara le luminose vesti verdemare".
Anche György Gombosi, nel 1943, non esita a classificare l'opera come "un momento indimenticabile di felicità veneziana", dove "la magnificenza decorativa del colore è superata soltanto dalla finezza del linguaggio simbolico". Lo studioso rileva anche lo spostamento verso sinistra dell'asse mediano, che non ha altri pari nell'opera del Moretto fuori da questa tela. L'effetto luminoso della nicchia e del tappeto pendente ("quanta illusione nell'ombra che striscia sotto il tappetino, nel trono della Madonna del Rovelli!") "innalza il quadro dai bei colori in un'opera di particolare esistenza di lume pittorico". Il critico evidenzia anche la linea di costruzione diagonale, in voga da alcuni anni a Venezia. In particolare, il Gombosi porta come esempio la Pala Pesaro di Tiziano, osservando però che essa non influenzi direttamente il Moretto, bensì indirettamente attraverso il Pordenone e il Romanino.
Camillo Boselli, nel 1954, legge invece l'opera in parallelo alla Madonna in trono col Bambino tra i santi Eusebia, Andrea, Domno e Domneone conservata nella chiesa di Sant'Andrea a Bergamo, comunque sbagliando perché la posticipa alla Pala Rovelli, quando invece l'esecuzione della tela di Bergamo è stata fissata con certezza, tramite documenti resi noti nel 1981, al 1536-1537. Corretto resta però il commento del critico, secondo il quale "è nel giro di queste due opere che il Moretto veneziano dimostra il suo rapido declino dovuto sicuramente allo smottamento degli aurei canoni tizianeschi e giorgioneschi per opera degli elementi bresciani e dei fatti nuovi che avvenivano a Venezia". Anche nella Pala Rovelli, secondo lo studioso, nonostante la composizione completamente veneziana dai chiari riferimenti a prototipi tizianeschi, "qualche cosa di bresciano scappa alla vigile attenzione dell'artista ben deciso di fare almeno per questa volta un'opera completamente veneziana. Quel ciuffo d'erba, quei tre steli di garofano selvatico che vivificano il cornicione della nicchia, quel bordo sottile d'oro visto di taglio, quell'ombra che circola tra il tappeto e il marmo non solo riaffermano la sua bresciana natura, ma smottano, seppur insensibilmente, la compattezza veneziana dell'insieme, e questo è il punto dove Moretto giunge più vicino a Tiziano e a Venezia".
Gaetano Panazza, nel 1958, osserva come il Moretto, comunque, preferisca ripiegare nella costruzione di una scena del tutto famigliare: "la tonalità argentea e fredda dei marmi, la calma luminosità che fa corpo con le salde strutture architettoniche, si collegano intimamente con la domestica scena: il santo si tramuta nel padre che raccomanda i suoi piccoli alla Vergine". Il critico vede anche i fanciulli come fonte di ispirazione per alcuni modelli di bambini del Pitocchetto.
La carica sentimentale dei due fanciulli, fra l'altro, era già stata largamente individuata ancora dal Gombosi, il quale osserva che il più piccolo "stringe a sé il suo dono con buffa avarizia, come se vi rimanesse appeso come ad un feticcio", mentre il più grande "porge la sua mitria con una sorta di intenzionale volontà, addirittura con pathos, e guarda tranquillamente fuori dal quadro, come se volesse dare all'osservatore un esempio di obbedienza e spirito di sacrificio". Non è d'accordo Pier Virgilio Begni Redona, il quale nel 1988, in riferimento al commenti del Gombosi, scrive che "ci sembra troppo per quello che in realtà sembra essere soltanto un felice cogliere alcuni atteggiamenti di infantile istintività nei due bambini che vengono presentati a Maria".
Redona si sofferma poi sui due bambini in secondo piano, osservando che "anch'essi sembrano interessati a reggere qualcosa da collegare "aneddoticamente" al santo Nicola, come quel bastone, su cui mai nessuno pose attenzione, che sembra essere sorretto dal bimbo in rosa, e da riferire, a nostro avviso, ad uno dei miracoli di san Nicola raccontati nella Legenda aurea, quello del bastone cavo del giudeo riempito di monete d'oro; e infatti monete di vero conio, esemplate in corrispondenza facciale dettagliata, sono quei tondelli d'oro fissati in vetta al curioso bastone".